# Aleida Schweitzer
Aleida Schweitzer (ur. 1938 w Lages, Santa Catarina) – brazylijska pianistka.
Po ukończeniu konserwatorium muzycznego Parana wyjechała na studia do Europy. Początkowo studiowała pod kierunkiem Jaapa Callenbacha w Amsterdamie, a następnie na warszawskiej Akademii Muzycznej u Jana Ekiera. Podczas studiów poznała polskiego skrzypka Jerzego Milewskiego, którego poślubiła, i który w 1971 wyjechał z nią do Brazylii. Razem tworzą Milewski Duo, który m.in. popularyzuje w Brazylii utwory polskich kompozytorów. Koncertowała razem z wieloma wybitnymi solistami takimi jak Jean-Pierre Rampal, skrzypek Daniel Heifetz i wiolonczelista Boris Piergamienszczikow. Wykładała na Universidade Federal do Estado do Rio de Janeiro i Universidade Federal do Espírito Santo. Ponadto gościnnie dawała lekcje na uczelniach muzycznych w USA. Podczas pobytów w Polsce zarejestrowano wszystkie koncerty Johanna Sebastiana Bacha na instrument klawiszowy w towarzyszeniu orkiestry. Jest związana w zakresie prac pedagogicznych z Universidade Federal do Paraná i Universidade Federal de Santa Catarina. Otrzymała nagrodę Ambasadora muzyki wśród ludzi świata (USA) i Odznakę honorową „Zasłużony dla Kultury Polskiej”.
Podczas konkursu otrzymała wraz z mężem Medal im. Henryka Wieniawskiego dla najlepszego akompaniamentu na instrumencie klawiszowym.